# Raymond Galle
Pour les articles homonymes, voir Galle.
Raymond Galle, né le 11 septembre 1913 à Saint-Ouen (Seine-Saint-Denis) et mort le 23 avril 2003 à Paris (14e), est un acteur français.

## Biographie
À sa mort, il est crématisé au Père-Lachaise et ses cendres sont remises à la famille.

## Filmographie
- 1931 : Azaïs de René Hervil
- 1931 : Le rêve de Jacques de Baroncelli d'après Émile Zola
- 1931 : Son Altesse l'amour d'Erich Schmidt et Robert Péguy
- 1931 : Coquecigrole d'André Berthomieu
- 1932 : Hôtel des étudiants de Victor Tourjansky
- 1932 : L'Homme qui ne sait pas dire non de Heinz Hilpert (version française)
- 1933 : Byrrh-Cassis gagnant de Pierre Weill - (court métrage)
- 1934 : Mauvaise Graine de Billy Wilder
- 1934 : L'Hôtel du libre échange de Marc Allégret
- 1934 : Le Bossu de René Sti d'après Paul Féval père
- 1935 : Bibi-la-Purée de Léo Joannon
- 1936 : Club de femmes de Jacques Deval
- 1937 : La Rose effeuillée de Georges Pallu
- 1937 : Le Mensonge de Nina Petrovna de Victor Tourjansky
- 1938 : Monsieur Breloque a disparu de Robert Péguy
- 1938 : Clodoche de Raymond Lamy et Claude Orval
- 1938 : La Vierge folle de Henri Diamant-Berger
- 1938 : Cœur de gosse de Georges Pallu
- 1938 : Remontons les Champs-Elysées de Sacha Guitry
- 1939 : Un gosse en or de Georges Pallu
- 1939 : Angélica de Jean Choux
- 1939 : Le Château des quatre obèses d'Yvan Noé
- 1939 : L'Étrange nuit de Noël d'Yvan Noé
- 1939 : Quartier latin de Pierre Colombier et Christian Chamborant
- 1943 : Les Roquevillard de Jean Dréville
- 1944 : La Rabouilleuse de Fernand Rivers d'après Honoré de Balzac
- 1945 : Dernier métro de Maurice de Canonge
- 1947 : Pour une nuit d'amour d'Edmond T. Gréville
- 1948 : Le Voleur se porte bien de Jean Loubignac
- 1948 : Madame et ses peaux-rouges
- 1950 : Un trou dans le mur d'Émile Couzinet
- 1950 : Zone frontière de Jean Gourguet
- 1950 : Les Aventuriers de l'air de René Jayet
- 1951 : L'Enfant des neiges d'Albert Guyot
- 1951 : Un grand patron d'Yves Ciampi

## Théâtre
- 1933 : Le Vent et la pluie de Georges de Warfaz, Théâtre des Célestins
- 1948 : J'irai cracher sur vos tombes de Boris Vian, mise en scène Alfred Pasquali, Théâtre Verlaine